# Кызылташ (река)
Кызылташ (устар. Кызыл-Таш) — река в России, протекает по Кош-Агачскому району Республики Алтай. Устье реки находится в 122 км от устья реки Чуи по правому берегу. Длина реки составляет 24 км.

## Притоки
- 3 км: Тюргунь (пр)
- 7 км: Курайка (пр)

## Данные водного реестра
По данным государственного водного реестра России, относится к Верхнеобскому бассейновому округу, водохозяйственный участок реки — Катунь, речной подбассейн реки — Бия и Катунь. Речной бассейн реки — (Верхняя) Обь до впадения Иртыша.